# Distrito de Tacabamba
El distrito de Tacabamba es uno de los diecinueve distritos que conforman la provincia de Chota. Se ubica en el departamento de Cajamarca, en el Norte del Perú. Limita por el Norte con el distrito de Anguía; por el Este con el distrito de Chimbán; por el Sur con los distritos de Paccha y Conchán; y por el Oeste con el distrito de Chiguirip. Tenía 15 704 hab. según el censo de 2017.

## División administrativa
El distrito de Tacabamba comprende los siguientes centros poblados:
| - Tacabamba (capital) - Hualango - San Luis de Puña - Azafrán - Santa Rita - Puña - Nuevo Oriente - Santo Domingo - San Pablo - Lanchepampa - Ramospampa - Pilco - Progresopampa - San Juan de Tacabamba - Agua Brava - Vilcasit - Palma Grande - Succhapampa - Jalcanungo - Cardón - Palma Chica - La Laguna - Solugán - Choaguit - Nuevo San Martín - Chuspa - Alicompata - El Sauce (Saucepampa) - Vista Alegre - San Francisco - Cumpampa - El Naranjo Bajo - Naranjo Alto - Las Tunas - Granero - La Chamana |  | - La Libertad - Peña Blanca - La Quinta - Luzcapampa - Laurel - El Carbón - Ayaque - Chucmar Alto - Bellavista - San Juan de Nungo - Chucmar - Pusanga - Las Palmeras - Alto Verde - El Verde - Nuevo Porvenir - Lanchecucho - Dinamarca - Unión Pucara - Sexe - Pampa Grande - La Pucara - Santa Rosa de Pucara - Miraflores - Los Alisos - Centro Palma - Palma Conchud - La Colca - Nuevo Oriente - Las Tunas Alto - Cardón Bajo - El Arenal - Sierra Andina - Uñigán - El Lanche - Urubamba |

## Tacabambinos destacados
- César Acuña Peralta, político y empresario.
- Pedro Castillo Terrones, fue presidente de la República del Perú  (2021-2022).

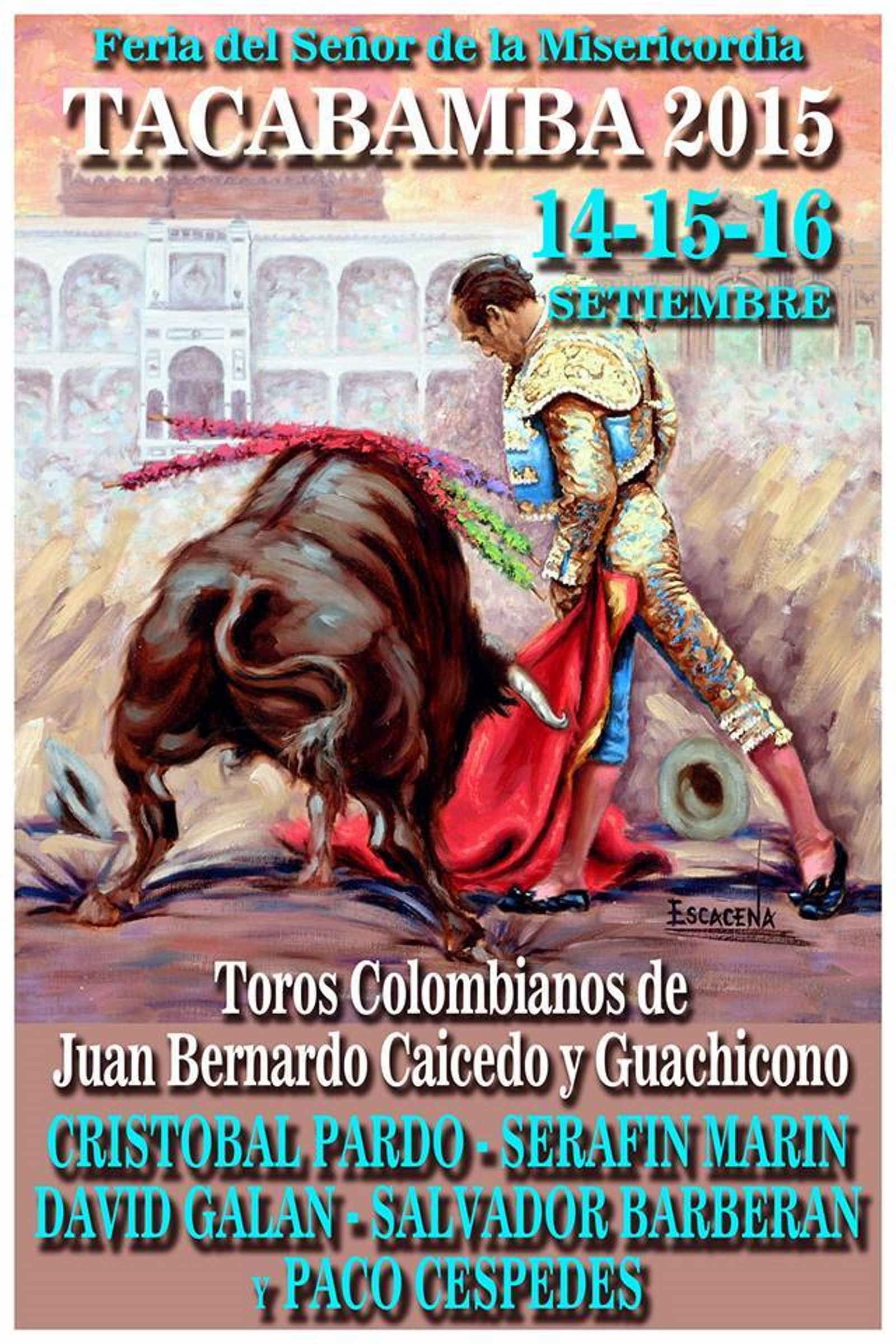
Anuncio de una feria taurina en Tacabamba.

## Autoridades
Anexo:Alcaldes de Tacabamba